# Ловац на умове
Ловац на умове (енгл. Mindhunter) америчка је телевизијска серија коју је створио Џо Пенхол за Netflix. Темељи се на истоименој књизи Џона Дагласа и Марка Олшејкера из 1995. године о истинитим злочинима. Главне улоге тумаче Џонатан Гроф, Холт Макалани и Ана Торв, а прати оснивање Одељења за науку о понашању у Федералном истражном бироу (ФБИ) касних 1970-их и почетак профилисања преступника.

## Радња
Ловац на умове се врти око агената Федералног истражног бироа (ФБИ) Холдена Форда (Џонатан Гроф) и Била Тенча (Холт Макалани), заједно са психолошкињом Венди Кар (Ана Торв), који управљају ФБИ-јевевим Одељењем за науку о понашању у оквиру Одељења за обуку на Академији ФБИ-ја у Квонтику. Заједно покрећу истраживачки пројекат за интервјуисање затворених серијских убица како би разумели њихову психологију у нади да ће применити ово знање за решавање текућих случајева.

## Улоге
| Глумац         | Улога         |
| -------------- | ------------- |
| Џонатан Гроф   | Холден Форд   |
| Холт Макалани  | Бил Тенч      |
| Ана Торв       | Венди Кар     |
| Хана Грос      | Деби Митфорд  |
| Котер Смит     | Роберт Шепард |
| Стејси Рока    | Ненси Тенч    |
| Џо Татл        | Грег Смит     |
| Мајкл Серверис | Тед Ган       |
| Лорен Глејзер  | Кеј Манц      |
| Алберт Џоунс   | Џим Барни     |
| Сијера Маклејн | Танја Клифтон |
| Џун Керил      | Камила Бел    |

## Епизоде
| Сезона | Сезона | Епизоде | Епизоде | Оригинална објава | Оригинална објава |
| ------ | ------ | ------- | ------- | ----------------- | ----------------- |
|        | 1.     | 10      | 10      | 13. октобар 2017. | 13. октобар 2017. |
|        | 2.     | 9       | 9       | 16. август 2019.  | 16. август 2019.  |